# Kvarteret Rydboholm
Kvarteret Rydboholm, (Lorensberg 40:1, 40:2), är ett byggnadskvarter i stadsdelen Lorensberg i Göteborg med läge vid Vasaplatsen, Parkgatan, Götabergsgatan och Storgatan. Kvarterets två byggnader uppfördes 1896 (västra delen) samt 1897 (östra delen) och är byggnadsminne enligt Kulturmiljölagen sedan 8 juni 1998.
Göteborg utgör den nordligaste utposten på Sveriges västkust för 1890-talets polykroma tegelarkitektur med centrum i nordligaste Tyskland och Sydskandinavien. Kvarteret Rydboholm är ett ypperligt och välbevarat exempel på detta byggnadssätt. 
Dessutom visar det på den ambition och kapacitet, som vid denna tid fanns hos byggmästare med kapital från ett årtiondes spekulation i nybyggnad av landshövdingehus i Göteborgs arbetarförstäder. Exteriören och vissa särskilt välbevarade interiörer belyser tidens borgerliga arkitekturideal, bostadsförhållanden och privatumgänge.

## Historik
Kvarteret Rydboholm tillhör de så kallade parkkvarteren i Vasastaden-Lorensberg. I beskrivningen 1863 av planen för de nya stadsdelarna utanför Vallgraven (stadfäst 1866) betonades vikten av att denna rad av små kvarter efter kontinentala förebilder utformades som en arkitektoniskt effektfull övergång mellan Kungsparken och stenstaden. Genom planterade förgårdar släpptes ljus och grönska in till de bakomliggande större byggnadskvarteren. 
Två eller flera tomter måste bebyggas enhetligt, så att varje kvarter fick karaktär av ett palatslikt byggnadskomplex. Denna konsekvent genomförda monumentalitet, fullföljd 1875–1910, sätter parkkvarteren i en särställning som den mondäna borgarstadens ansikte mot den parkomgärdade innerstaden innanför vallgraven. Huvudfasaderna vetter mot Parkgatan i norr och de förträdgårdsprydda tvärgatorna. Innergårdarna med sina enklare fasader exponerar sig mot Storgatan i söder innanför portmurar.
Utbyggnaden av parkkvarteren och området som helhet spände över drygt 30 år. Med undantag bebyggdes parkkvarteren med hyreshus, först i fyra och senare i fem våningar. Kvarteren närmast Vasaplatsen med högre hus tillkom sist, i slutet av 1890-talet, då marken där blivit avröjd från äldre träbebyggelse på tidigare Hagaheden. Den dittills rådande nyrenässansen med stenimiterade fasader i cementputs avlöstes här abrupt av en ny, polykrom tegelarkitektur enligt tidens borgerliga anspråk på bland annat materialäkthet.

## Beskrivning

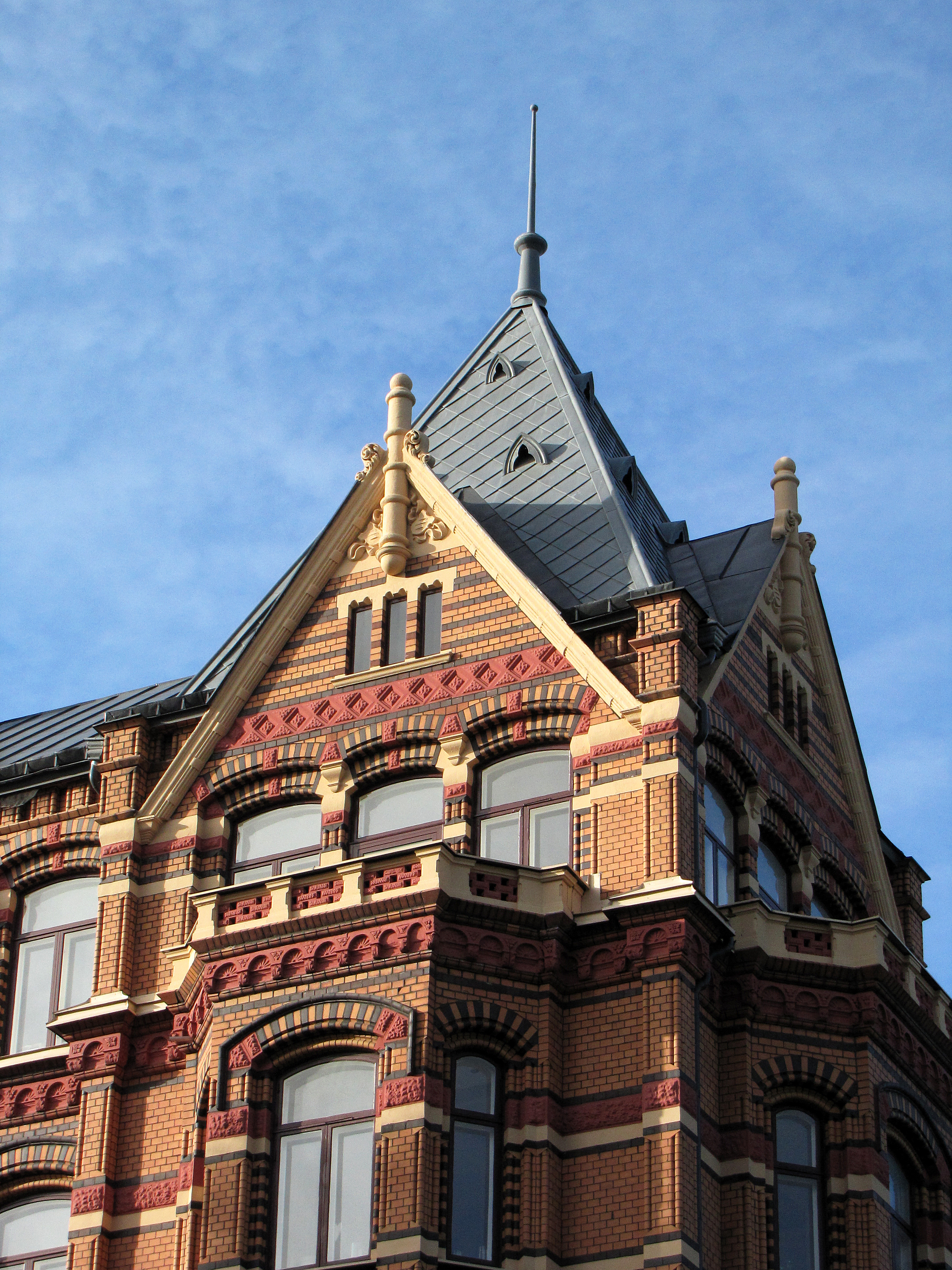
Det nordöstra tornet mot Parkgatan i kvarteret Rydboholm.

De båda byggnaderna i fastigheterna i kv. Rydboholm uppfördes 1896–97 i fem våningar. Byggherrar var firman H. Börjesson & Co (40:1) och O.A. Burman (40:2), båda på toppen av sin byggmästarkarriär. Sedan 1880-talet hade de uppfört landshövdingehusen i Landala, Haga och Majorna men under 1890-talet satsat på stenhusbyggen i Vasastaden. Herman Börjesson lät arkitekt Carl Crispin - son till den berömde Adrian Crispin Peterson - rita huset mot Vasaplatsen, kvarterets västra hälft. Olof Anders Burmans son Ivar ritade faderns hus mot Götabergsgatan och använde Carl Crispins fasadritningar som underlag medan planritningarna är egna. 
Exteriört skulle byggnaderna uppfattas identiska och bilda en likformig helhet. Däremot blev planlösningen och interiörernas utformning tydligt präglad av respektive byggherres ambition. Således är skillnaden i status slående mellan de båda huvudentréerna, av vilka endast Vasaplatsen 2 har den representativa karaktär som motsvarar den ståtliga exteriören medan Götabergsgatan 1 präglas av rationell schablonmässighet. Kvarterets östra hälft (40:2) har sedermera fått takarkitekturen i viss mån förenklad genom att fialer och takkupor tagits bort. Vidare har samtliga balkonger på gatufasaden berövats konsolerna av konstsmide.
Kvarteret Rydboholm har genom läget vid Kungsparken - Nya Allén och Vasaplatsen en framträdande plats i stadsbilden och kännetecknas av en effektfull arkitektur i dåtidens moderna göteborgska tegelstil. Byggnaderna utgör ett avancerat exempel på den i Göteborg rikt representerade tyska fasadtekniken (Rohbau) där stommen av murtegel kläddes i förband av maskinpressat förbländertegel (Verblender), ett klinkerartat beklädnadsmaterial. 
Det arkitektoniska formspråket är tydligt inspirerat av senmedeltidens "renässansgotik" i nordvästeuropeiska handelsstäder. Man har strävat efter stor uttrycksfullhet i resning och silhuettverkan, form- och färgrikedom. Murmassornas fördelning är sinnrikt utförd genom ett raffinerat system av hörnutbyggnader och skuggfångande indrag. Utskjutande gavelspetsar och fialer avtecknar sig livfullt mot branta zinkgrå takfall i rytmiskt samspel med olika zinkornament på tak och torn.